# Елино (Рязанская область)
Елино — село в Захаровском районе Рязанской области, административный центр Елинского сельского поселения.

## География
Село расположено в 8 км на северо-восток от районного центра села Захарово. 

## История
В качестве деревни Захаровка упоминается «в выписи с Рязанских писцовых книг письма и дозору Ратоя Суринова, сына Окинфеева, и подьячего Юрия Ортемьева 1573 года», где она значится в числе вотчин Богословского монастыря. В выписи Кириллы Воронцова-Вельяминова 1628-29 гг. она называется также пустошью: «Пустошь Захаровская на речке на Захаровке». Захаровка упоминается в окладных книгах 1676 года, где она в качестве деревни значится принадлежащею к приходу села Троицкого (Попадьино). Деревянная Троицкая церковь с приделом Богословским в селе Захаровке построена была в 1845 году. В 1901 году в Селе была построена каменная церковь на средства прихожан и разных благотворителей. «Зданием каменная. Одна трапезная без настоящей с такою же колокольней в одной связи. Колокольня постройкой окончена и покрыта железом» — указано в клировой ведомости за 1915 год. Престолов в ней два: во имя св. апостола и евангелиста Иоанна Богослова и свт. Николая Чудотворца.
В XIX — начале XX века село входило в состав Поподьинской волости Михайловского уезда Рязанской губернии. В 1905 году в селе было 413 дворов.
Село Захаровка с 1937 года по 10.01.1966 именовалось Захарово-2. В 1966 году указом президиума ВС РСФСР село Захарово II переименовано в Елино, в память о земляке-революционере Георгии Васильевиче Елине.
С 1929 года село являлось центром Захаровского 2-го сельсовета Захаровского района Рязанского округа Московской области, с 1937 года — в составе Рязанской области, с 2005 года — административный центр Елинского сельского поселения.

## Население
| 1859 | 1897  | 1905  | 2010 | 2023 |
| ---- | ----- | ----- | ---- | ---- |
| 1963 | ↗2415 | ↗2919 | ↘750 | ↘656 |

## Известные уроженцы, жители
- Хлобыстов, Алексей Степанович (1918—1943) — лётчик-истребитель, гвардии капитан, Герой Советского Союза.

## Инфраструктура
В селе расположена Захаровская средняя общеобразовательная школа № 2, отделение связи.

## Достопримечательности
В селе имеется недействующая Церковь Троицы Живоначальной (1901).